# Véronique Colucci
Pour les articles homonymes, voir Colucci.
Véronique Colucci, née Véronique Flora Madeleine Kantor le 27 septembre 1948 à Saint-Mandé et morte le 6 avril 2018 à Paris 14e,, est une personnalité française de l'aide humanitaire, présidente d'honneur et administratrice des Restaurants du cœur après la mort de son ancien époux Coluche.

## Biographie
Véronique Flora Madeleine Kantor est la fille du Dr Stéphane Kantor (1913-1999), chirurgien, d'origine polonaise, et d’Andrée Catherine Cathelin-Kantor (1917-1984). Elle naît à Saint-Mandé où elle passe toute son enfance,.
Elle est la nièce du peintre Bernard Cathelin (1919-2004), et petite-nièce d'André Terrail (1877-1947), fondateur de l'hôtel George-V et du restaurant La Tour d'Argent.
Véronique est en terminale au Lycée Rodin, rue Corvisart à Paris, dans le 13e arrondissement, en mai 68. Le lycée Rodin est alors actif dans la réflexion sur la culture pour introduire la danse dans l’enseignement de la musique, car « l’expression corporelle […] a été jusqu’à présent une discipline totalement inconnue, et qui serait extrêmement bénéfique pour le développement et la personnalité de l’élève ». C'est aussi un des sept lycées qui ont voté une grève contre la réforme Fouchet des universités, même si son proviseur s'y oppose.
Véronique étudie ensuite la psychologie à Censier et devient, dès 1969, journaliste pigiste aux services culture du Figaro et du quotidien Combat. « Dans l'euphorie de Mai-68 », elle rencontre Michel Colucci à l'occasion d'un article pour Combat sur le Café de la Gare, qui vient d'ouvrir avec Romain Bouteille et Coluche, avant de revenir danser avec lui et d'être séduite.
Petit atelier de réparation de moteurs au départ, le lieu avait été baptisé Café de la Gare quand il ouvre ses portes en 1969 et que d'autres artistes débutants les y rejoignent : Miou-Miou, qui avait rencontré Coluche l'année précédente lors d'un bal parisien place de la Contrescarpe, mais aussi Gérard Depardieu, Patrick Dewaere, ou encore le chanteur Renaud.
Véronique continue par ailleurs à écrire pour Combat, sur des sujets sociaux aussi, comme les immigrants portugais de la banlieue, les 21 et 22 février 1970.
Elle épouse Coluche le 16 octobre 1975 et le couple a deux fils, Romain Colucci (né en 1972) et Marius Colucci (né en 1976), acteur.
En 1980, Maurice Najman arrive, un soir, à la maison de Coluche et Véronique, rue Gazan, avec le psychologue Félix Guattari, qui va ensuite réunir un groupe d'intellectuels pour soutenir la candidature de Coluche à l'élection présidentielle française de 1981. Une pétition de soutien signée par ce groupe parait dans Les Nouvelles littéraires du 13 novembre 1980 puis dans Libération ; elle apparaît aussi à la rubrique « régie » du générique du Maître d’école, film de Claude Berri dans lequel Coluche joue le rôle d’un instituteur remplaçant.
Elle divorce de Coluche en 1981.

### Administratrice des Restos du cœur
Après la mort de son ex-mari, le 19 juin 1986, Véronique Colucci lui succède et devient administratrice des Restos du cœur.
Elle a ensuite entamé, avec ses deux fils, une bataille judiciaire longue de vingt ans à l'encontre de Paul Lederman, l'ancien impresario de son ex-mari, qu'ils soupçonnent de les avoir spoliés des droits audiovisuels des sketchs de leur père et mari. La cour d'appel de Paris leur donne raison en février 2017, condamnant le producteur à verser à la famille plus de 400 000 euros d'arriérés de redevances pour une série de douze sketchs.

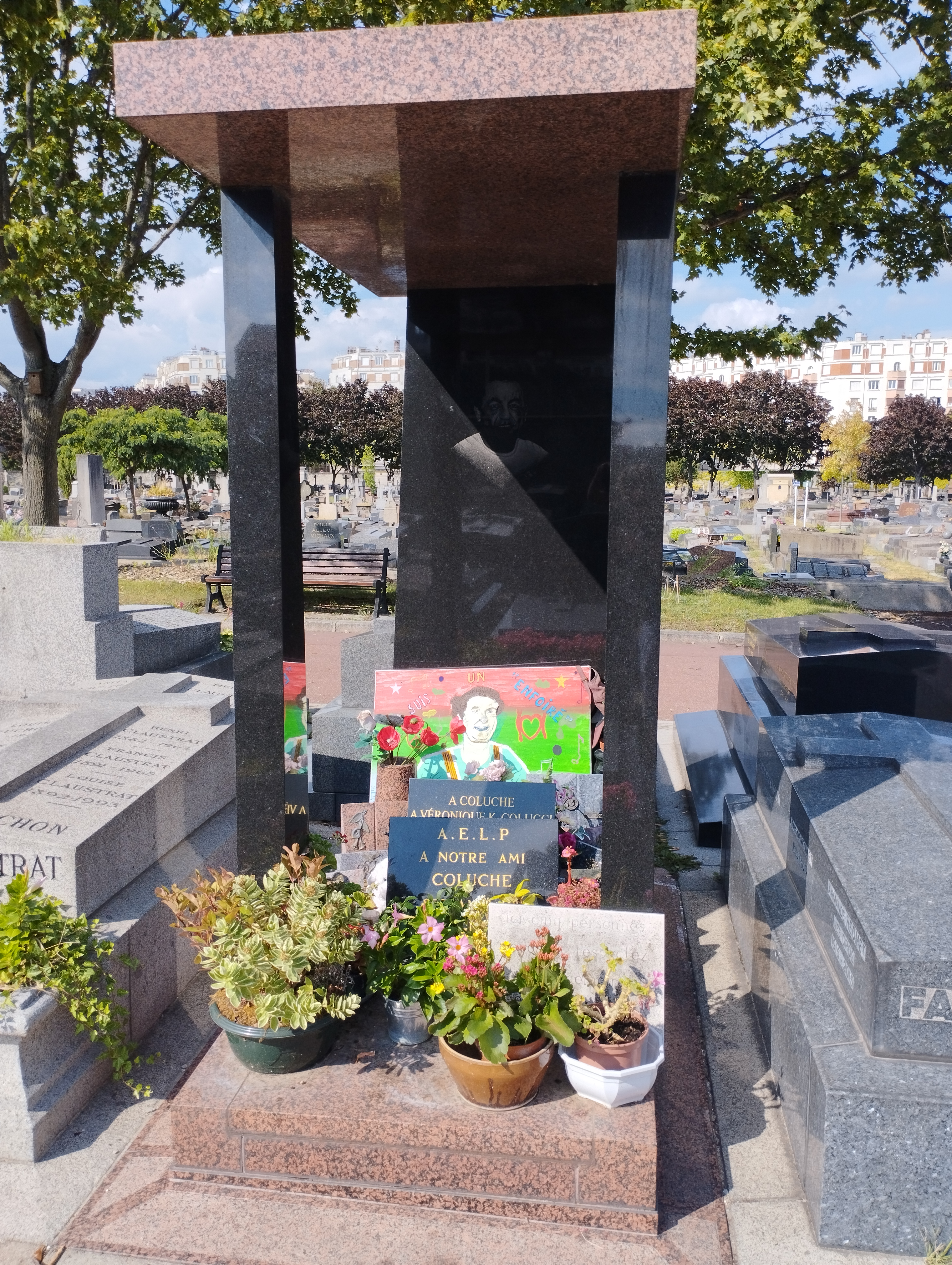
Tombe de Coluche et de Véronique Colucci au cimetière de Montrouge.

En 1989, elle lance la première tournée des Enfoirés avec Jean-Jacques Goldman.
Elle a été par ailleurs membre de section du conseil économique, social et environnemental.

### Mort et obsèques
Sa mort le 6 avril 2018 des suites d'un cancer donne lieu à de nombreux hommages soulignant son action et son engagement. Elle est inhumée le 12 avril 2018 au cimetière de Montrouge aux côtés de Coluche.

## Décorations
- Officier de la Légion d'honneur[23] ; chevalier (26 novembre 2009), officier (2018).